# Tom Bogs
Tom Frank Bogs (ur. 21 listopada 1944 w Christianshavn w Kopenhadze, zm. 22 grudnia 2023) – duński bokser, zawodowy mistrz Europy, olimpijczyk.

## Kariera w boksie amatorskim
Wystąpił w wadze lekkośredniej (do 71 kg) na mistrzostwach krajów nordyckich w 1963, ale przegrał pierwszą walkę. Startował w tej kategorii na igrzyskach olimpijskich w 1964 w Tokio, gdzie w pierwszej walce wygrał przed czasem z Chenem Bai-sunem z Chin, a w następnej, ćwierćfinałowej, przegrał również przed czasem z Nojimem Maiyegunem z Nigerii.
Był mistrzem Danii w wadze lekkośredniej w 1964.

## Kariera w boksie zawodowym
Rozpoczął zawodowe uprawianie boksu w 1964. Startował w wadze średniej. Do końca 1967 stoczył 36 walk zawodowych które wszystkie wygrał. W 1968 wygrał 9 walk, w tym z Yolandem Leveque, a 12 września tego roku w Kopenhadze zdobył tytuł mistrza Europy (EBU) w kategorii półciężkiej po pokonaniu Lothara Stengela przez techniczny nokaut w 1. rundzie. Obronił ten tytuł w styczniu 1969 wygrywając z byłym mistrzem Europy Piero Del Papą, a następnie z niego zrezygnował i powrócił do kategorii średniej.
11 września 1969 w Kopenhadze został mistrzem Europy (EBU) w wadze średniej po pokonaniu obrońcy tytułu Juana Carlosa Durána. W 1969 i 1970 trzykrotnie skutecznie bronił mistrzostwa wygrywając m.in. z Chrisem Finneganem. 12 lutego 1970 zanotował pierwszy remis w swojej karierze (z Donem Fullmerem), a  4 czerwca tego roku pierwszą porażkę (z Emile Griffithem). 4 grudnia 1970 w Rzymie przegrał z Duranem i utracił pas mistrza Europy. W 1972 stoczył 7 walk, w tym zwycięską z Fullmerem i przegraną z Bunnym Sterlingiem.
Zmierzył się w walce o tytuł mistrza świata organizacji WBA i WBC 19 sierpnia 1972 w Kopenhadze, ale dotychczasowy mistrz Carlos Monzón pokonał go przez techniczny nokaut w 5. rundzie. 18 stycznia 1973 w Kopenhadze ponownie zdobył wakujące mistrzostwo Europy w wadze średniej po wygranej z Fabio Bettinim, ale nie bronił tego tytułu. W tym samym roku wygrał m.in. z Mikiem Quarrym i Vicente Rondónem. 12 marca 1974 w Londynie próbował odebrać tytuł mistrza Europy w wadze półciężkiej Johnowi Contehowi, ale przegrał wskutek kontuzji w 6. rundzie. Później stoczył jeszcze 5 walk, w tym wygraną z Bunnym Sterlingiem i przegraną z Pierre Fourie. W ostatniej, która miała miejsce 21 listopada 1974 w Kopenhadze, pokonał go Tom Bethea.